# Hermann Zimmermann (Politiker)
Hermann Zimmermann (* 18. Dezember 1856 in Lengefeld, Königreich Sachsen; † 1. Oktober 1902 in Schlüchtern) war ein deutscher Amtsgerichtsrat und Mitglied des Preußischen Abgeordnetenhauses.

## Leben
Nach einem Studium der Rechtswissenschaften leistete Hermann Zimmermann Wehrdienst in der Preußischen Armee und war zuletzt Premierleutnant der Reserve.
Er war als Amtsgerichtsrat beim Amtsgericht Schlüchtern tätig, als er 1894 ein Mandat für das Preußische Abgeordnetenhaus erhielt. Als Mitglied der Freikonservativen Partei wurde er im Wahlkreis Kassel 13 (Schlüchtern, Gelnhausen) gewählt und blieb bis zu seinem Tod im Parlament.